# Medardo Lamberti

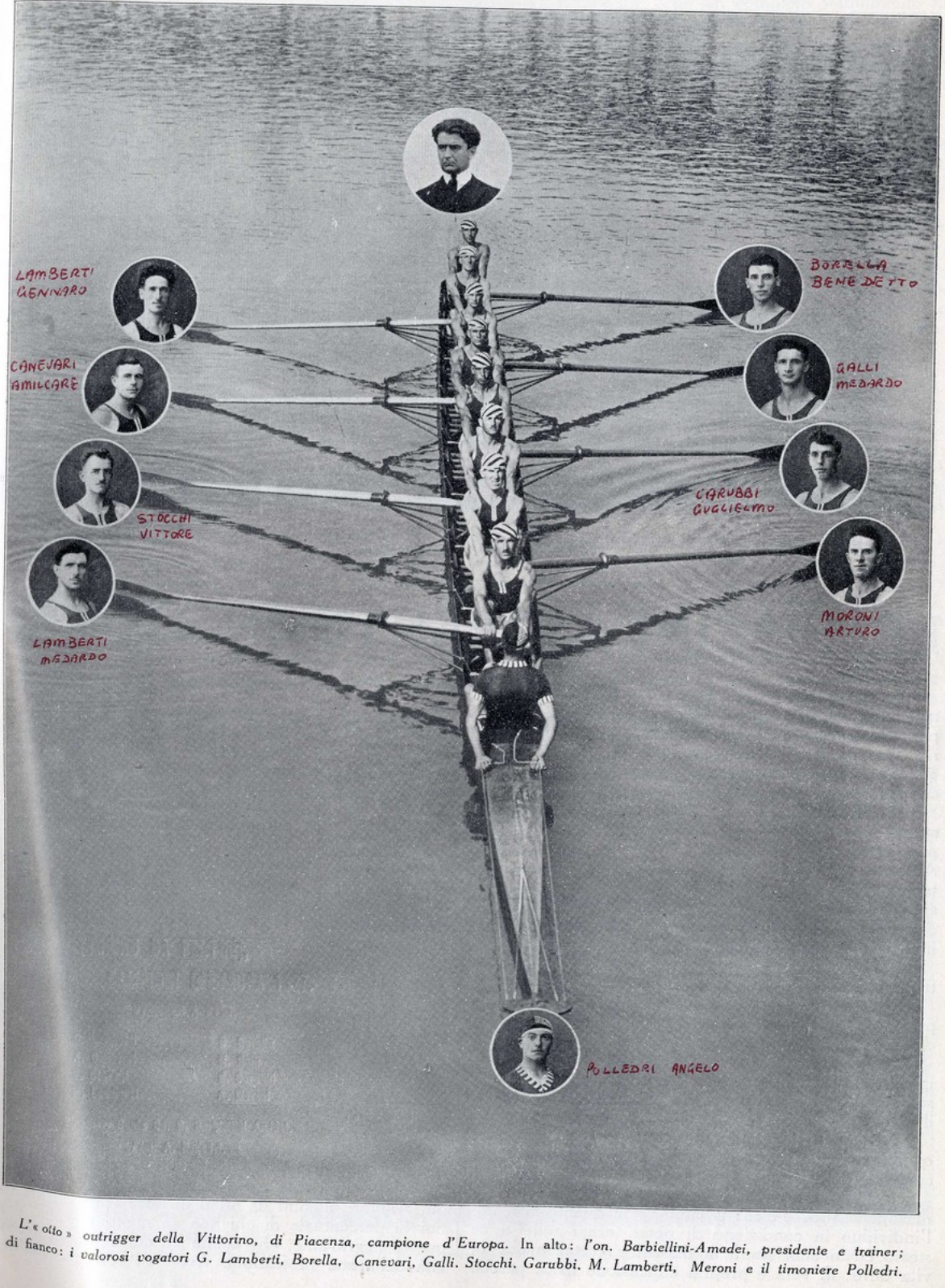
Medardo Lamberti en el Campeonato de Europa de remo de 1927 en el lago de Como.

Medardo Lamberti (Plasencia, 29 de junio de 1890-Plasencia, 21 de marzo de 1986) fue un deportista italiano que compitió en remo. Ganó una medalla de oro en el Campeonato Europeo de Remo de 1927, en la prueba de ocho con timonel.

## Palmarés internacional
| Campeonato Europeo | Campeonato Europeo | Campeonato Europeo | Campeonato Europeo |
| Año                | Lugar              | Medalla            | Prueba             |
| ------------------ | ------------------ | ------------------ | ------------------ |
| 1927               | Como (Italia)      | Medalla de oro     | Ocho con timonel   |